# Utebo
Utebo est une commune d’Espagne, dans la province de Saragosse, communauté autonome d'Aragon, Comarque de Saragosse.

## Jumelage
- Plaisance du Touch (France)